# Nam châm tủ lạnh

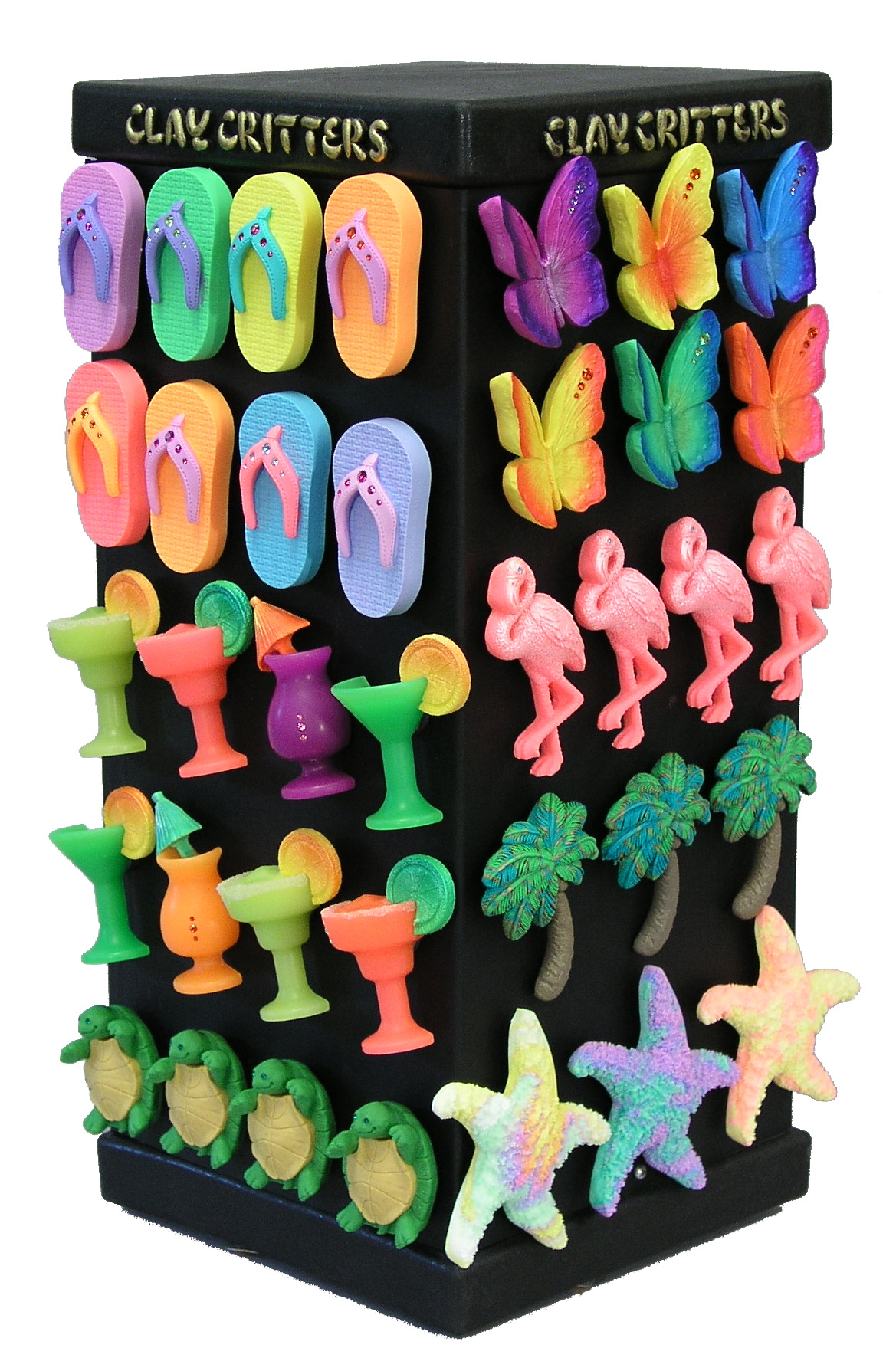
Tủ lạnh trưng bày nam châm lưu niệm

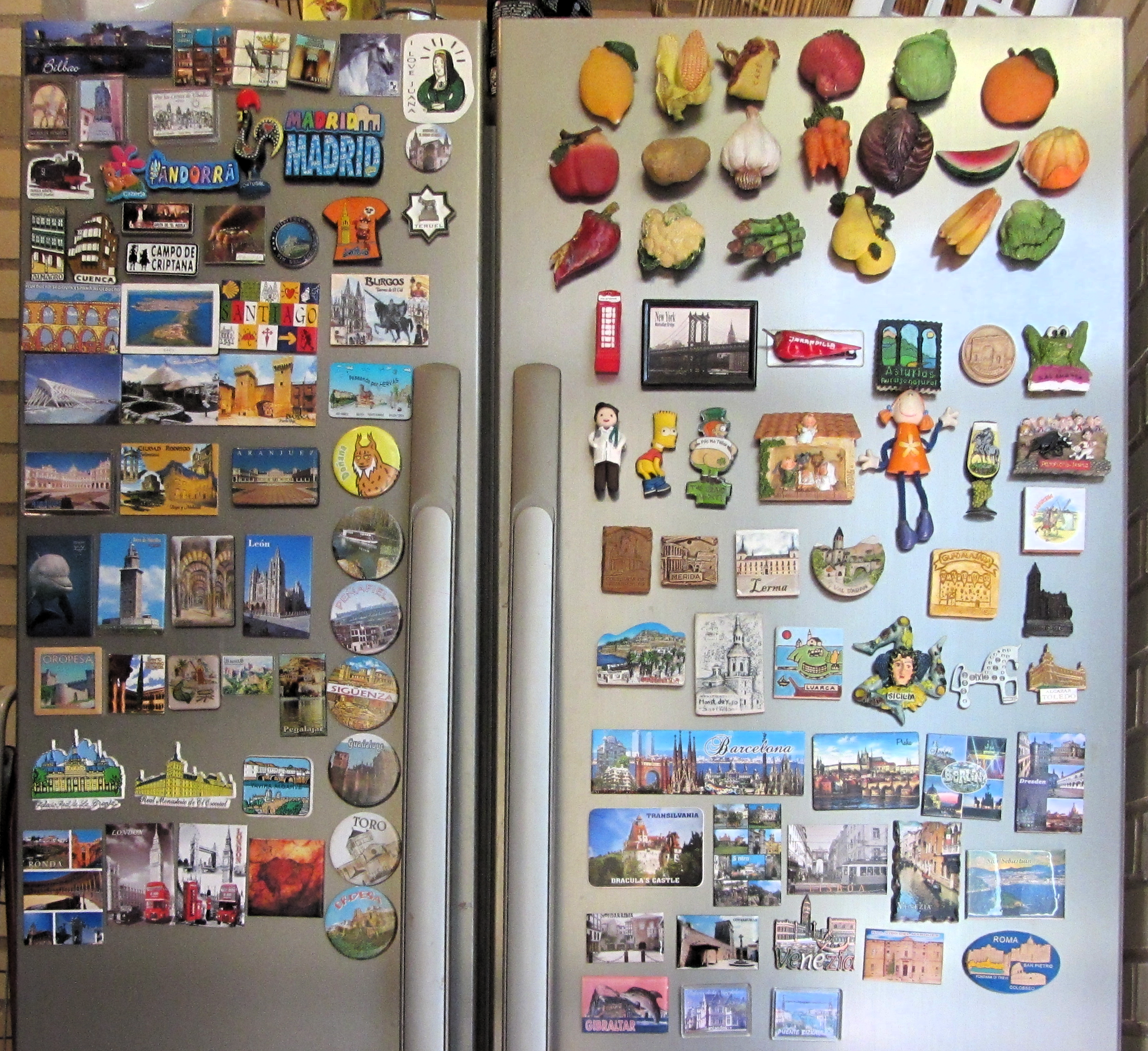
Một bộ sưu tập nam châm tủ lạnh.

Nam châm tủ lạnh là một vật trang trí, thường hay thay đổi, gắn với một nam châm nhỏ, được sử dụng để đăng các mặt hàng như danh sách mua sắm, nghệ thuật trẻ em hoặc lời nhắc trên cửa tủ lạnh, hoặc chỉ đơn giản là trang trí. Nam châm tủ lạnh có nhiều hình dạng và kích cỡ khác nhau, và có thể có thông điệp quảng cáo được đặt trên chúng. Nam châm tủ lạnh là đồ lưu niệm và các đối tượng sưu tập phổ biến.

## Sản xuất

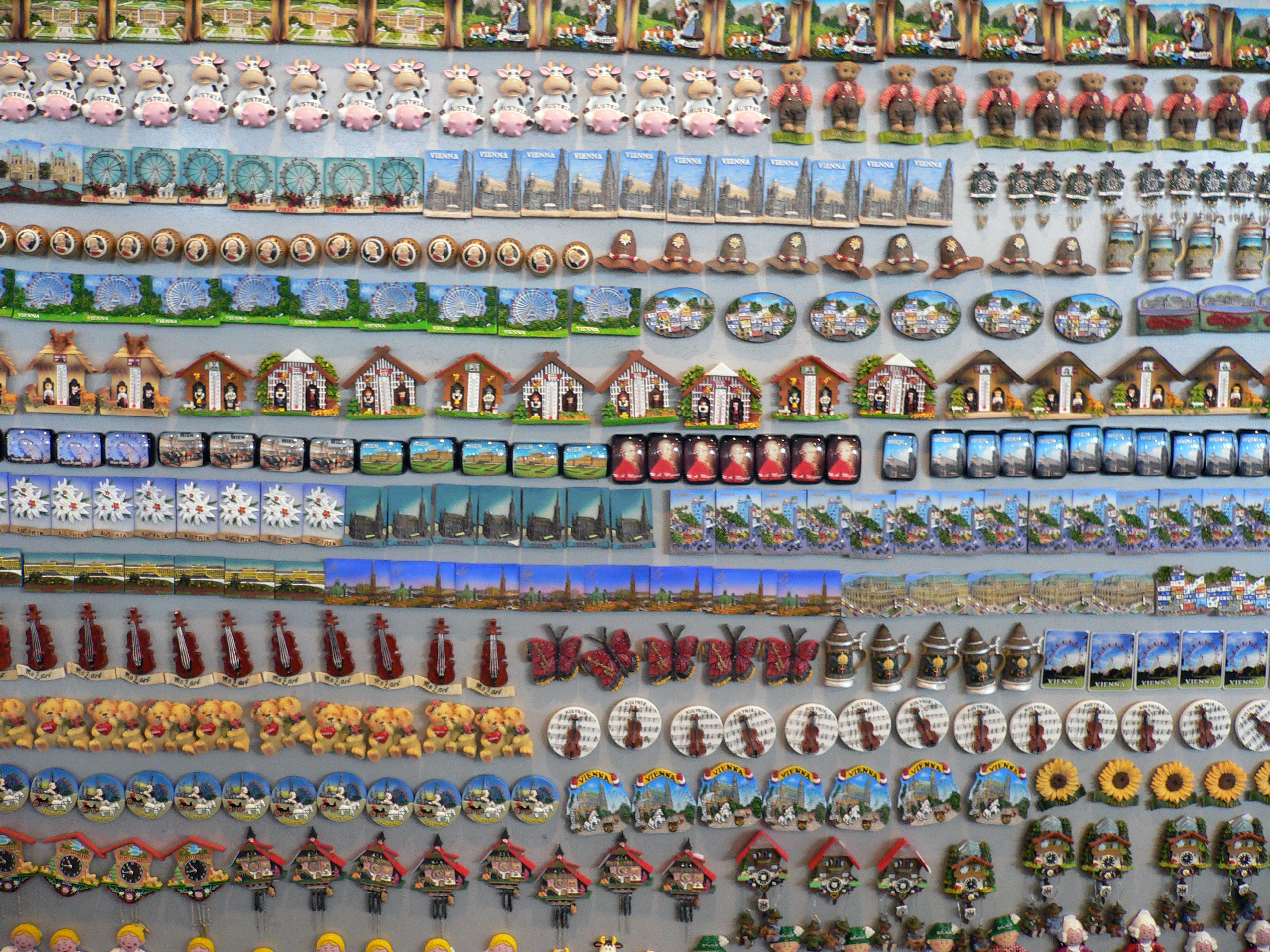
Khu bán lẻ nam châm tủ lạnh

Các nam châm tủ lạnh đầu tiên là nam châm hình trụ hoặc hình chữ nhật rắn. Sau đó, một nam châm linh hoạt đã được phát triển, bao gồm một hợp chất sắt từ có tính kháng từ cao (thường là oxit sắt) trộn với chất kết dính nhựa. Điều này được ép đùn thành một tấm và truyền trên một băng chuyền trên một dòng nam châm vĩnh cửu hình trụ mạnh mẽ. Các nam châm này được sắp xếp trong một ngăn xếp với các cực từ xen kẽ hướng lên trên (N, S, N, S,...) trên một trục quay tự do. Điều này gây ấn tượng với tấm nhựa với các cực từ trong một định dạng đường xen kẽ. Không có điện từ được sử dụng để tạo ra các nam châm. Khoảng cách cực-cực là theo thứ tự 5 mm, nhưng thay đổi theo nhà sản xuất. Nam châm Ferrite cũng thường được sử dụng, với các yếu tố trang trí gắn vào nam châm bằng chất kết dính. Chúng được tạo ra vào những năm 1920.

## Phân cực từ

Phân cực mảng Halbach

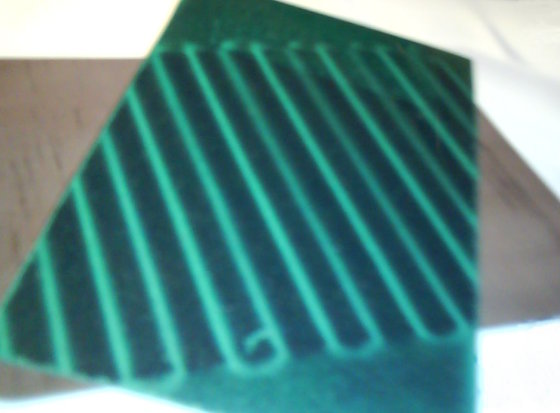
Phim xem từ tính cho thấy cực từ của nam châm tủ lạnh

Không giống như hầu hết các nam châm thông thường có cực bắc và nam khác biệt, nam châm tủ lạnh phẳng được từ hóa trong quá trình sản xuất với các cực bắc và nam xen kẽ ở phía tủ lạnh. Điều này có thể được cảm nhận bằng cách lấy hai nam châm tủ lạnh tương tự (hoặc giống hệt nhau) và trượt chúng với nhau với các mặt "từ tính" đối diện nhau: nam châm sẽ thay phiên nhau đẩy và thu hút khi chúng được di chuyển lên xuống vài mm. Lưu ý rằng từ trường bên ngoài một tấm mỏng được từ hóa đồng đều thực sự bằng không, bỏ qua các hiệu ứng cạnh (ví dụ, D. Budker và A. Sushkov, Vật lý trong bàn chân của bạn ", OUP, 2015), do đó, một nam châm từ hóa đồng đều không dính vào tủ lạnh. Hầu hết các nam châm có một mẫu từ hóa đặc biệt, tinh vi hơn một chút được gọi là mảng Halbach. Cấu trúc này cho từ trường tăng cường ở một bên và từ trường gần như bằng không ở bên kia.

## Ứng dụng

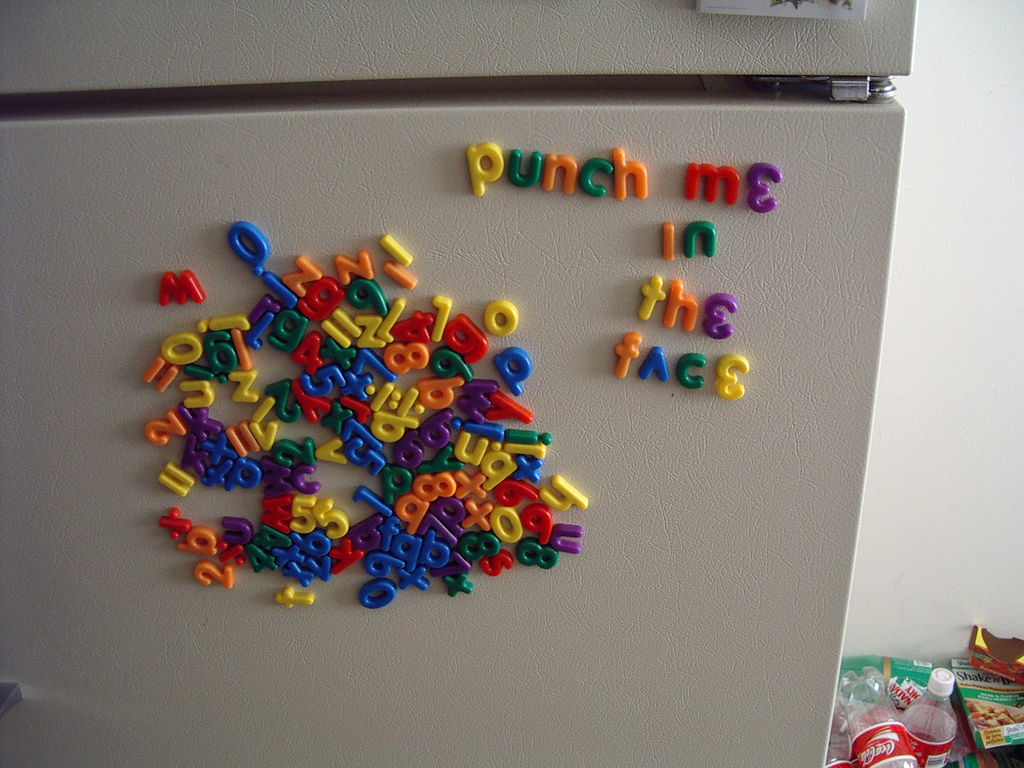
Nam châm tủ lạnh bảng chữ cái

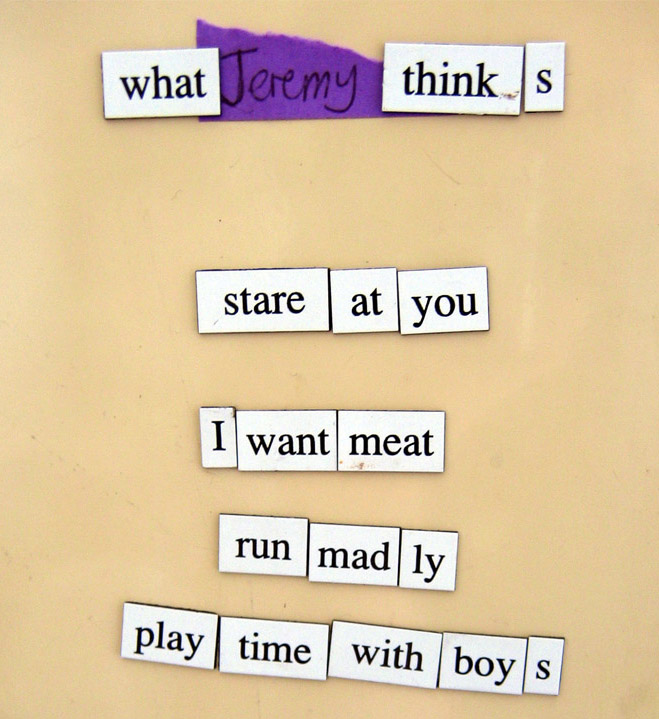
Thơ từ về một con mèo nhà

Nam châm tủ lạnh có thể được thiết kế để trang trí tủ lạnh. Nam châm tủ lạnh cũng được sử dụng rộng rãi cho quà tặng khuyến mãi kinh doanh và quà lưu niệm du lịch ngày nay. Theo các vật liệu của logo được sử dụng làm nam châm quảng cáo và nam châm tủ lạnh lưu niệm, nam châm tủ lạnh có thể được làm từ cao su, PVC, polyresin, kim loại, sứ, epoxy hoặc trộn một số vật liệu này. Doanh nghiệp có thể đặt logo của họ lên nam châm, sau đó khách hàng của họ nhìn thấy logo doanh nghiệp của họ miễn là họ mở tủ lạnh. Ngoài ra còn có nhiều cửa hàng lưu niệm sẽ bán nam châm lưu niệm với tên địa phương in sẵn.